# 葛德溫
葛德溫（Goldwine），是英國作家約翰·羅納德·瑞爾·托爾金（J.R.R. Tolkien）的史詩式奇幻作品《魔戒三部曲》中的虛構人物。
他是洛汗（Rohan）第六任國王。

## 名字
葛德溫（Goldwine）一名是古英語，意思是「黃金之友」Gold friend或「慷慨的君主」Generous king。

## 總覽
葛德溫屬於北方人（Northmen）分支中的洛汗人（Rohirrim），是國王佛瑞亞溫（Fréawine）的子及繼承人。不清楚他有沒有任何兄弟姊妹。他的兒子是迪歐（Déor）。
他是洛汗第六位國王，也是王室第一支系的第六位國王。他任內洛汗處於和平時期，享受繁盛和豐饒的生活。
他生於第三紀元2619年，死於2699年，享年80歲。

## 生平
葛德溫在第三紀元2619年出生，應該是首都伊多拉斯（Edoras）出生。2680年，他的父親佛瑞亞溫去世，由葛德溫繼位。
2699年，葛德溫去世，結束了19年的統治，由他的兒子迪歐繼位。

## 資料來源
1. 1 2 3 4 5 6  《魔戒三部曲》 2001年 聯經初版翻譯 附錄一帝王本紀及年表
2. ↑  .   [2011-12-03]. （原始内容存档于2020-01-08）.
3. ↑  Thain's Book: Goldwine 的存檔，存档日期2012-01-07.

| 前任： 佛瑞亞溫 | 洛汗國王 | 繼任： 迪歐 |